# Gorrsiltjärnen (Lima socken, Dalarna)
Gorrsiltjärnen är en sjö i Malung-Sälens kommun i Dalarna och ingår i Göta älvs huvudavrinningsområde.